# Hallströmska gården

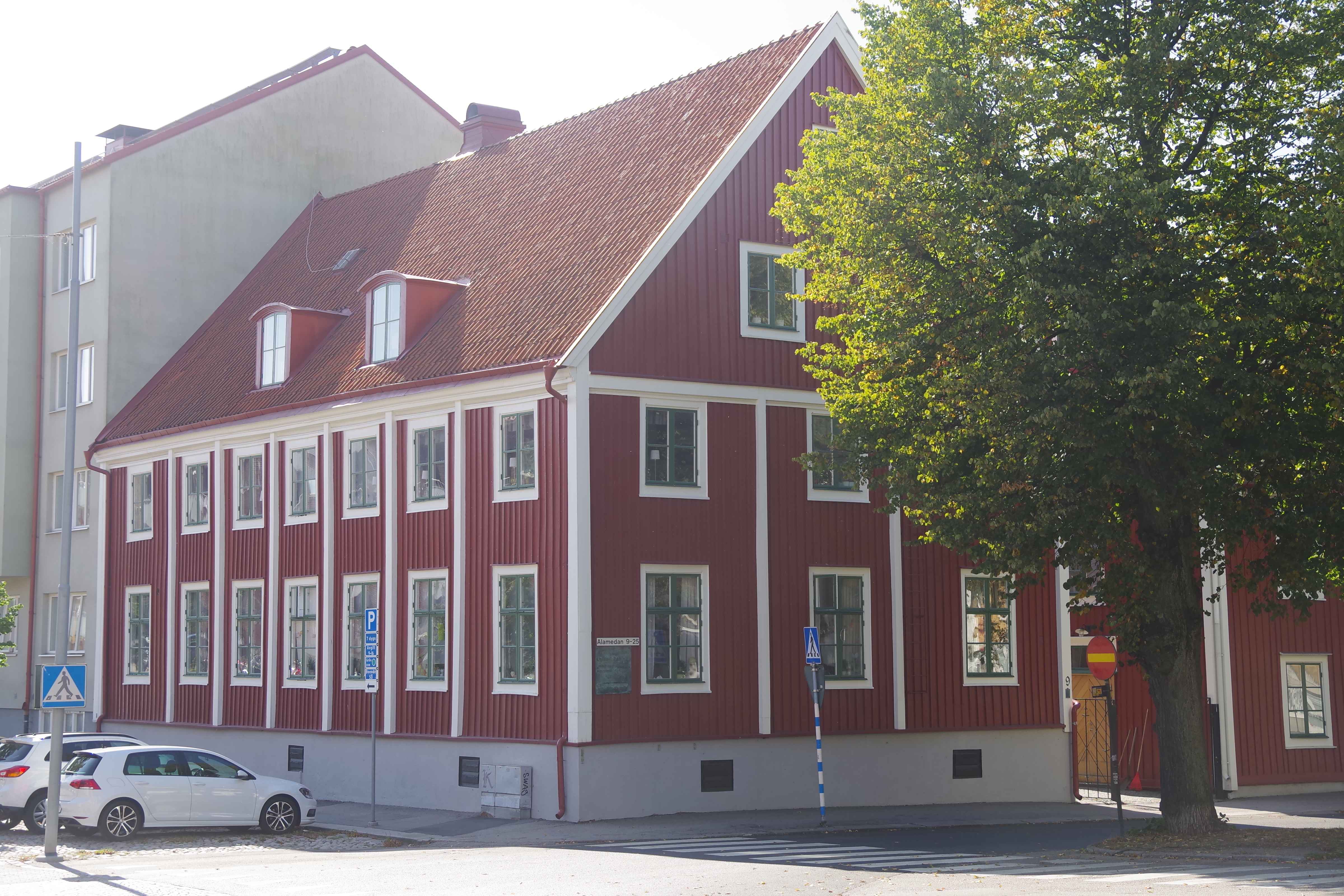
Hallströmska gården i september 2020.

Hallströmska gården är ett bostadshus i korsningen mellan Alamedan och Drottninggatan på Trossö i centrala Karlskrona. Byggnaden, som är en av få kvarvarande civila byggnader från Karlskronas första tid, i synnerhet innan stadsbranden i Karlskrona 1790, förklarades ett byggnadsminne 1992. Den uppfördes sannolikt under 1600-talets slut.
Gården är uppkallad efter far och son Hallström, som bägge var kommendörkaptener och som ägde gården mellan 1831 och 1911. Deras ättlingar sålde huset till Sjöunderofficerssällskapet i Karlskrona.

## Byggnaden
Byggnaden består av två bostadshus, där huvudbyggnaden är den som är byggnadsminnesförklarad. Huvudbyggnaden är två våningar hög, och står på en låg stenkällarvåning. Fasaden är timrad och panelad, målad i röd oljefärg, och klädd i lockpanel. Dessutom är den indelad med vitmålade lisener. Taket är ett tegeltäckt sadeltak. På innergården finns en dubbeltrappa av kalksten, och denna pryds av ett smidesräcke från sent 1600-tal.
På bottenvåningen finns takmålningar utförda av Johan Andersson Columbus, som också har utfört målningar i Rådman Lunds gård, ett annat av Karlskronas byggnadsminnen. Äldre takmålningar, och fragment av en gyllenläderstapet, framkom vid en renovering under 1940-talet. Några av dörrarna inne i huset är från 1700-talet. Det finns även ett antal döbattanger från första halvan av 1800-talet.

## Historik
Förmodligen var Salomon von Otter, som 1719 kom att bli Blekinge läns landshövding, byggherren bakom huset. Von Otter har koppling till flera av byggnadsminnena i Karlskrona, bland annat von Otterska gården (uppkallad efter Salomon von Otter) och Palanderska gården, i vilka han båda har bott. Traditionellt har det anförts att Hallströmska gården skulle ha uppförts som boplats åt Karl XII, när denna under fjorton dagar kom för att ta farväl av Fredrik IV av Holstein-Gottorp. Det har inte gått att belägga detta, men traditionen anförs på en inskription utanför huset, och i husets farstu har ett porträtt av Karl XII målats under sen tid.